# Kohlberg, Bayern
Kohlberg är en kommun och ort i Landkreis Neustadt an der Waldnaab i Regierungsbezirk Oberpfalz i förbundslandet Bayern i Tyskland.
Köpingen ingår i kommunalförbundet Weiherhammer tillsammans med kommunerna Etzenricht och Weiherhammer.